# Моритеру Уешиба
Моритеру Уешиба (јап. 植芝 守央; 2. април 1951) је јапански мајстор борилачких вештина, уник је оснивача аикида, Морихеја Уешиба. Моритеру Уешиба је тренутно Дошу (вођа пута) аикида у свету.

## Биографија
Уешиба је рођен 2. априла 1951. године у Токиу, Јапан. Током интервјуа (из 2004), присетио се свога детињства: "Први пут кад сам обукао аикидо кимоно био сам у првом разреду основне школе. Моја породица ме није присиљавала да радим кеико (тренинг), него сам то радио када сам хтио. Озбиљно сам почео тренирати у средњошколским годинама. Тада сам намеравао да наследим свога оца и сачувам Каисово наслеђе (наслеђе Морихеја Уешибе) за будућност".
Године 1976. Уесхиба је дипломирао економију на Универзитету Меији Гакуин. Године 1996. преузео је дужност Доџошо (директор) Аикикаи Хомбу Доџо (централна сала аикида у свијету), а 4. јануара 1999, преузео је титулу Дошу (вођа пиута) након смрти његовог оца, Кишомару Уешибе.

## Признања
- Медаља Anshetta из Сао Паула (2006)
- Почасни ванредни професор Међународног Будо Универзитета (2006)
- Орден Пријатељства од Председника Русије (2010)
- Златна медаља Политехничког факултета у Шпанији (2012)
- Медаља са плавом траком од Јапанског цара (2013)